# Makino Chikashige
Makino Chikashige est un nom japonais traditionnel ; le nom de famille (ou le nom d'école), Makino, précède donc le prénom (ou le nom d'artiste).
Makino Chikashige (牧野 親成, 1607-19 octobre 1677) est un daimyō du début de l'époque d'Edo. Il est aussi connu par son titre, Sado no kami, Makino Sado no kami Chiashige. Il est un des fils de Makino Takumi no kami Nobushige.   
Les Makino sont identifiés comme un des fudai daimyō ou clans intérieurs, c'est-à-dire alliés ou vassaux héréditaires du clan Tokugawa, en contraste avec les tozama daimyo ou clans extérieurs.

## Généalogie du clan Makino
Le clan Makino fudai trouve son origine au XVIe siècle dans la province de Mikawa. Leur élévation de statut par Toyotomi Hideyoshi date de 1588. Ils prétendent descendre de Takechiuchi no Sukune, homme d'État légendaire et amant de la légendaire impératrice Jingū. 
Chikashige fait partie d'une branche cadette des Makino, créée en 1633. Les Makino s'installent au domaine de Sekiyado dans la province de Shimōsa en 1644. De 1668 jusqu'à la restauration de Meiji, leurs descendants possèdent des terres dans le domaine de Tanabe (35 000 koku) dans la province de Tango. D'autres descendants vivent de 1634 jusqu'à l'abolition du système han en 1868 au domaine de Mineyama (11 000 koku) dans la province d'Echigo.
Le chef de cette lignée du clan est anobli avec le titre de « vicomte » au cours de l'ère Meiji grâce au système nobiliaire kazoku.

## Fonctionnaire des Tokugawa
Jeune, Chikashige rejoint la maison de Tokugawa Iemitsu comme page. En 1633, il a atteint le grade de gozenban, le fonctionnaire qui sert ses repas au shogun. En 1642, ayant encore été promu, il est goshoinban, capitaine des gardes du corps d'Iemitsu.
Avant sa promotion en revenus au niveau de daimyo, Chikashige est hatamoto de rang élevé.
Il sert le shogunat Tokugawa comme troisième Kyoto shoshidai pendant la période allant du 5 janvier 1655 au 2 juillet 1668. En tant que shoshidai, il est engagé activement et personnellement à la tête d'un réseau d'espions chargés de découvrir et de signaler toute source secrète de sédition, d'insurrection ou autres types de troubles.
Il prend sa retraite en 1673 et meurt quatre ans plus tard.